# Internationale Cricket-Saison 1951/52
Die internationale Cricket-Saison 1951/52 fand zwischen November 1951 und März 1952 statt. Als Wintersaison wurden vorwiegend Heimspiele der Mannschaften aus Südasien, der Karibik und Ozeanien ausgetragen.

## Überblick

### Internationale Touren
| Beginn           | Heimteam   | Auswärtsteam | Resultate | Artikel |
| Beginn           | Heimteam   | Auswärtsteam | Test      | Artikel |
| ---------------- | ---------- | ------------ | --------- | ------- |
| 2. November 1951 | Indien     | England      | 1–1 [5]   | Artikel |
| 9. November 1951 | Australien | West Indies  | 4–1 [5]   | Artikel |
| 8. Februar 1952  | Neuseeland | West Indies  | 0–1 [2]   | Artikel |

## Nationale Meisterschaften
Aufgeführt sind die nationalen Meisterschaften der Full Member des ICC.
| Land       | First-Class              |
| ---------- | ------------------------ |
| Australien | Sheffield Shield 1951/52 |
| Indien     | Ranji Trophy 1951/52     |
| Neuseeland | Plunket Shield 1951/52   |
| Südafrika  | Currie Cup 1951/52       |